# Archieparquía de Kirkuk-Solimania
La archieparquía de Kirkuk-Solimania o de Kirkuk (en latín: Archieparchia Cherchensis - Beth-Seleucensis o Beth-Garmaiensis y en árabe: ابرشية كركوك الكلدانية‎) es una circunscripción eclesiástica de la Iglesia católica en Irak. Se trata de una archieparquía caldea, sede metropolitana de la provincia eclesiástica de Kirkuk-Solimania. Desde el 11 de enero de 2014 su archieparca es Yousif Thomas Mirkis, de la Orden de Predicadores.

## Territorio y organización
La archieparquía extiende su jurisdicción sobre los fieles católicos de rito caldeo residentes en la ciudad de Kirkuk y sus inmediaciones en la gobernación de Kirkuk, además de la gobernación de Solimania en el Kurdistán iraquí. La archieparquía se encuentra dentro del territorio propio del patriarcado de Bagdad de los caldeos.
La sede de la archieparquía se encuentra en la ciudad de Kirkuk, en donde se halla la Catedral del Sagrado Corazón de Jesús.
La archieparquía no tiene sufragáneas.
En 2021 en la archieparquía existían 6 parroquias:
- Catedral del Sagrado Corazón de Jesús, en Kirkuk
- Iglesia de San José, en Kirkuk
- Iglesia de la Virgen María, en Kirkuk
- Iglesia de San Pablo, en Kirkuk
- Iglesia de San José, en Solimania
- Iglesia de la Virgen María, en Solimania

## Historia
La archieparquía de Kirkuk es heredera de la antigua Karka de Beth Slokh (o Karkheni, la actual Kirkuk). sede metropolitana de la región de Beth Garmai, en el norte de Irak. El obispo Yohannan de Beth Garmai estuvo presente en el Concilio de Nicea I en 325. El nestorianismo se apoderó de las iglesias de la región y Beth Garmai fue una sede metropolitana nestoriana que comprendía al menos nueve sufragáneas. En 410 el obispo de Karka d'Beth Slokh participó en el sínodo de Isaac y le fue reconocido el sexto lugar en la jerarquía de la Iglesia del Oriente en el Imperio sasánida. En el 341 d. C. Sapor II, un seguidor del zoroastrismo, ordenó la masacre de todos los cristianos asirios que vivían en el Imperio sasánida. Durante la persecución, aproximadamente 1150 fueron martirizados en el área de Kirkuk.
Los árabes musulmanes conquistaron la región en el siglo VIII y la ciudad fue parte del Califato ortodoxo hasta el siglo X. Desde 1258 fue parte del Imperio mongol y de su sucesor el Ilkanato hasta 1336. El último metropolitano conocido fue Shemon, mencionado en 1318 en la consagración del patriarca Timoteo II.
Más tarde, la arquidiócesis disminuyó, y desapareció probablemente debido a la devastación causada por Tamerlán entre 1390 y 1405, aunque una pequeña comunidad nestoriana sobrevivió entre los siglos XV y XVIII.
En mayo de 1743 el padre carmelita Benedicto visitó Kirkuk, encontrando una escasa comunidad de cristianos nestorianos. Los esfuerzos de los misioneros latinos no lograron grandes resultados. La fundación de la eparquía caldea se atribuye a Yukhannan Hormizd. Según el historiador caldeo Joseph Tfinkdji, Yukhannan Hormizd visitó la ciudad de Kirkuk en 1789 durante su viaje de Mosul a Bagdad y convirtió la comunidad local de nestorianos al catolicismo. Según Tfinkdji, fue el propio Hormizd quien consagró al primer arzobispo católico en 1789, mar Abraham, quien murió entre 1821 y 1824 y residió en Ankawa. Sin embargo, esta tradición no está suficientemente respaldada por las fuentes, ya que en un colofón de 1798 Hormizd se indica como metropolitano de Mosul y Kirkuk y Abraham no es mencionado por ninguna otra fuente. La región de Kirkuk parece haber sido parte de la diócesis de Mosul en ese período.
El siguiente archieparca, Thomas (Lawrent) Sho'a o Choa, fue consagrado por el administrador patriarcal Yosep Hindi en 1824. Con él comienza una serie ininterrumpida de eparcas hasta hoy y trasladó la residencia Kirkuk. En 1851 la región se volvió parte del Imperio otomano hasta la ocupación británica de 1918. 
En 1853 la archieparquía de Kirkuk cedió una parte del territorio para la erección de la archiparquía de Senha o Sanandaj (hoy archieparquía de Teherán). En 1895 la villa de Solimania fue transferida desde la archiparquía de Senha a la de Kirkuk, ajustando los límites a las fronteras entre el Imperio otomano y Persia. La archieparquía fue renombrada Kirkuk y Solimania.
En 1896 tenía 16 iglesias y capillas en toda la diócesis y 22 sacerdotes.
En 1913 la archieparquía tenía: en Kirkuk (800 fieles, 4 sacerdotes, 2 iglesias, 2 escuelas y una estación misional), en Solimania (200 fieles, un sacerdote, una iglesia y una escuela), en Arbela (50 fieles y una capilla), en Ankawa (3000 fieles, 5 sacerdotes, 2 iglesias, una capilla, una escuela y una estación misionera), en Shaqlawa (1200 fieles, 5 sacerdotes, una iglesia y una escuela), en Armota (100 fieles, un sacerdote, una iglesia y una escuela), en Koy Sanjaq (200 fieles, 2 sacerdotes, una iglesia y una escuela), en Qorya (200 fieles, un sacerdote y una iglesia) y en Rawanduz (90 fieles).
El 7 de marzo de 1968 cedió otra parte de su territorio para la restauración de la archieparquía de Erbil y para la erección de la eparquía de Solimania.
El 11 de enero de 2012 el edificio que alberga la curia y la residencia de la archieparca fue objeto de un ataque, que terminó con la muerte de dos terroristas.
El 11 de julio de 2013 fue suprimida la eparquía de Solimania, consistente de una sola parroquia, y su territorio fue anexado al de Kirkuk adquiriendo esta su nombre actual. La eparquía de Solimania era sufragánea de la de Bagdad, pero nunca se nombró a ningún ordinario y tenía un administrador patriarcal.

## Estadísticas
Según el Anuario Pontificio 2022 la archieparquía tenía a fines de 2021 un total de 7000 fieles bautizados.
| Año                                                                             | Población            | Población | Población      | Sacerdotes | Sacerdotes    | Sacerdotes    | Bautizados por sacerdote | Diáconos permanentes | Religiosos | Religiosos | Parroquias |
| Año                                                                             | Bautizados católicos | Total     | % de católicos | Total      | Clero secular | Clero regular | Bautizados por sacerdote | Diáconos permanentes | Varones    | Mujeres    | Parroquias |
| ------------------------------------------------------------------------------- | -------------------- | --------- | -------------- | ---------- | ------------- | ------------- | ------------------------ | -------------------- | ---------- | ---------- | ---------- |
| 1896                                                                            | 7000                 | ?         | ?              | 22         |               |               | 318                      |                      |            |            | 15         |
| 1913                                                                            | 5840                 | ?         | ?              | 19         |               |               | 307                      |                      |            |            | 9          |
| 1949                                                                            | 9000                 | ?         | ?              | 11         | 11            |               | 818                      |                      | 4          |            | 9          |
| 1970                                                                            | 6150                 | 500 000   | 1.2            | 4          | 4             |               | 1537                     |                      |            | 4          | 5          |
| 1980                                                                            | 4256                 | ?         | ?              | 4          | 4             |               | 1064                     |                      |            | 2          | 3          |
| 1990                                                                            | 5470                 | ?         | ?              | 4          | 4             |               | 1367                     |                      |            | 2          | 3          |
| 1999                                                                            | 5050                 | ?         | ?              | 4          | 4             |               | 1262                     |                      |            | 2          | 3          |
| 2000                                                                            | 5115                 | ?         | ?              | 4          | 4             |               | 1278                     |                      |            | 2          | 3          |
| 2001                                                                            | 5050                 | ?         | ?              | 3          | 3             |               | 1683                     |                      |            | 2          | 3          |
| 2002                                                                            | 5095                 | ?         | ?              | 3          | 3             |               | 1698                     |                      |            | 2          | 3          |
| 2003                                                                            | 5040                 | ?         | ?              | 3          | 3             |               | 1680                     |                      |            | 2          | 3          |
| 2004                                                                            | 5700                 | ?         | ?              | 3          | 3             |               | 1900                     |                      |            | 2          | 3          |
| 2007                                                                            | 7000                 | ?         | ?              | 5          | 5             |               | 1400                     | 3                    |            | 7          | 3          |
| 2013                                                                            | 7831                 | ?         | ?              | 8          | 5             | 3             | 978                      | 7                    | 3          | 2          | 5          |
| 2014                                                                            | 5000                 | ?         | ?              | 6          | 6             | 0             | 833                      | 4                    | 1          | 2          | 6          |
| 2016                                                                            | 4000                 | ?         | ?              | 6          | 6             | 0             | 666                      | 3                    | 1          | 10         | 6          |
| 2019                                                                            | 5125                 |           |                | 6          | 6             |               | 854                      | 3                    | 1          | 5          | 6          |
| 2021                                                                            | 7000                 | ?         | ?              | 6          | 6             |               | 1166                     | 3                    | 1          | 9          | 6          |
| Fuente: Catholic-Hierarchy, que a su vez toma los datos del Anuario Pontificio. |                      |           |                |            |               |               |                          |                      |            |            |            |

## Episcopologio
- Abraham † (1789-1821 o 1824 falleció) (pudo haber sido vicario del metropolitano de Mosul)
- Thomas (Lawrent) Sho'a † (23 de abril de 1824 consagrado-23 de agosto de 1853 falleció)
- Yohannan Tamraz † (14 de septiembre de 1854 consagrado-13 de septiembre de 1881 falleció)
  - Jacques-Michel Naamo † (31 de enero de 1882-20 de junio de 1882 renunció) (obispo electo)
- Joseph-Gabriel Adamo † (5 de junio de 1883-4 de junio de 1899 falleció)
- Elie-Joseph Khayatt † (13 de julio de 1900-2 de febrero de 1903 falleció)
- Teodoro Messaieh (Msayeh) † (13 de septiembre de 1904-8 de julio de 1917 falleció)
- Hormisdas Étienne Djibri † (31 de julio de 1917-18 de julio de 1953 falleció)
- Ephrem Gogué † (8 de febrero de 1954-26 de mayo de 1956 falleció)
- Raphael Rabban † (28 de junio de 1957-15 de noviembre de 1967 falleció)
- Gabriel Koda † (7 de marzo de 1968-14 de diciembre de 1977 renunció)[nota 1])
- André Sana † (14 de diciembre de 1977-27 de septiembre de 2003 retirado)
- Louis Sako (27 de septiembre de 2003-31 de enero de 2013 electo patriarca de Babilonia de los caldeos)
- Yousif Thomas Mirkis, O.P., desde el 11 de enero de 2014